# Авария A320 в Хиросиме
Авария А320 в Михаре — авиационная авария, произошедшая 14 апреля 2015 года. Авиалайнер Airbus A320-232 авиакомпании Asiana Airlines выполнял плановый рейс OZ-162 по маршруту Сеул—Михара, но при посадке в пункте назначения врезался в радиомаяк, расположенный до начала взлётной полосы аэропорта Михары, и съехал с неё на газон, развернувшись на 120°. Никто из находившихся на его борту 82 человек (74 пассажира и 8 членов экипажа) не погиб, но 27 из них получили ранения.

## Сведения о рейсе 162

### Самолёт
Airbus A320-232 (регистрационный номер HL7762, серийный 3244) был выпущен в 2007 году (первый полёт совершил 30 августа под тестовым б/н F-WWBQ). 10 октября того же года был передан авиакомпании Asiana Airlines. Оснащён двумя турбовентиляторными двигателями International Aero Engines V2527-A5. На день аварии налетал 23 595 часов.

### Экипаж
- Командир воздушного судна (КВС) — 47 лет, опытный пилот, налетал 8424 часа, 1318 из них на Airbus A320.
- Второй пилот — 35 лет, малоопытный пилот, налетал 1588 часов, 1298 из них на Airbus A320.

Оба пилота уже имели опыт посадки самолёта в Михаре, но рейс OZ-162 был их первым совместным полётом.
В салоне самолёта работали 5 бортпроводников. Также в состав экипажа входил наземный авиамеханик.

## Хронология событий
Рейс OZ-162 вылетел из Сеула в 18:34 JST, на его борту находились 8 членов экипажа и 74 пассажира.
В 18:58, во время полёта на эшелоне FL330 (10 050 метров), второй пилот получил информацию о погодных условиях в Михаре. Командир провёл инструктаж по заходу на посадку, заявив, что намеревается приземлиться на взлётную полосу №10, и предупредил второго пилота, что, возможно, они приземлятся на ВПП №28. После обсуждения экипаж решил выполнять посадку на ВПП №28.

Схема посадки рейса 162

Второй пилот настроил систему управления полётом для захода на посадку и лайнер начал снижение с крейсерского эшелона. В 19:57 авиадиспетчер приказал рейсу 162 ожидать радиолокационных векторов на контрольную точку VISTA. Через 2 минуты (в 19:59) пилоты получили разрешение на заход на посадку по RNAV на ВПП №28. Посадочная конфигурация закрылок была полностью настроена, шасси также были выпущены, после чего был выполнен контрольный список посадки. После этого КВС провел инструктаж по уходу на второй круг, заявляя, что будет использоваться режим TOGA. В 20:03 пилоты выразили озабоченность по поводу внешнего вида взлётной полосы, что было записано речевым самописцем.
Затем командир отключил автопилот и лайнер начал медленное и контролируемое снижение ниже глиссады захода на посадку примерно на 4 километра. В 20:04 второй пилот сделал ещё два замечания о погоде. Согласно записи речевого самописца, в 20:04:42 самолёт находился на высоте 452 метров, когда речевой самописец зафиксировал следующее:
|  | EGPWS        | MINIMUM.                                                           |
|  | Второй пилот | Минимум.                                                           |
|  | КВС          | Продолжайте.                                                       |
|  | Второй пилот | Ах. Взлётно-посадочной полосы не видно.                            |
|  | КВС          | Подожди секунду. Стоп, подожди секунду. У нас есть радиовысотомер… |
|  | Второй пилот | Да, 900, 800.                                                      |
|  | КВС          | Пожалуйста, следи за радиовысотомером.                             |
|  | Второй пилот | Да, 600, 500.                                                      |
|  | EGPWS        | 400. 300. 200.                                                     |
|  | Второй пилот | 500.                                                               |

В 20:05:11 JST командир начал уход на второй круг, отклонив сайдстик до упора на себя:
|  | КВС           | Нет взлётной полосы, уход на второй круг. |
|  | Второй пилот  | Да, уход на второй круг.                  |
|  | EGPWS         | 40.                                       |
|  | Второй пилот  | Да.                                       |
|  | Звук удара.   |                                           |
|  | Конец записи. |                                           |

Через 3 секунды после начала ухода на второй круг рейс OZ-162 врезался в курсовой радиомаяк в 325 метрах от торца ВПП №28 (частично разрушив его), а в 136 метрах от торца ВПП сел на землю основными стойками шасси. Затем лайнер доехал до ВПП, начал поворот налево, съехал со взлётной полосы (при этом развернувшись на 120°) и остановился. Все 82 человека на его борту выжили, но ранения получили 27 человек — 2 бортпроводника и 25 пассажиров.

## Расследование

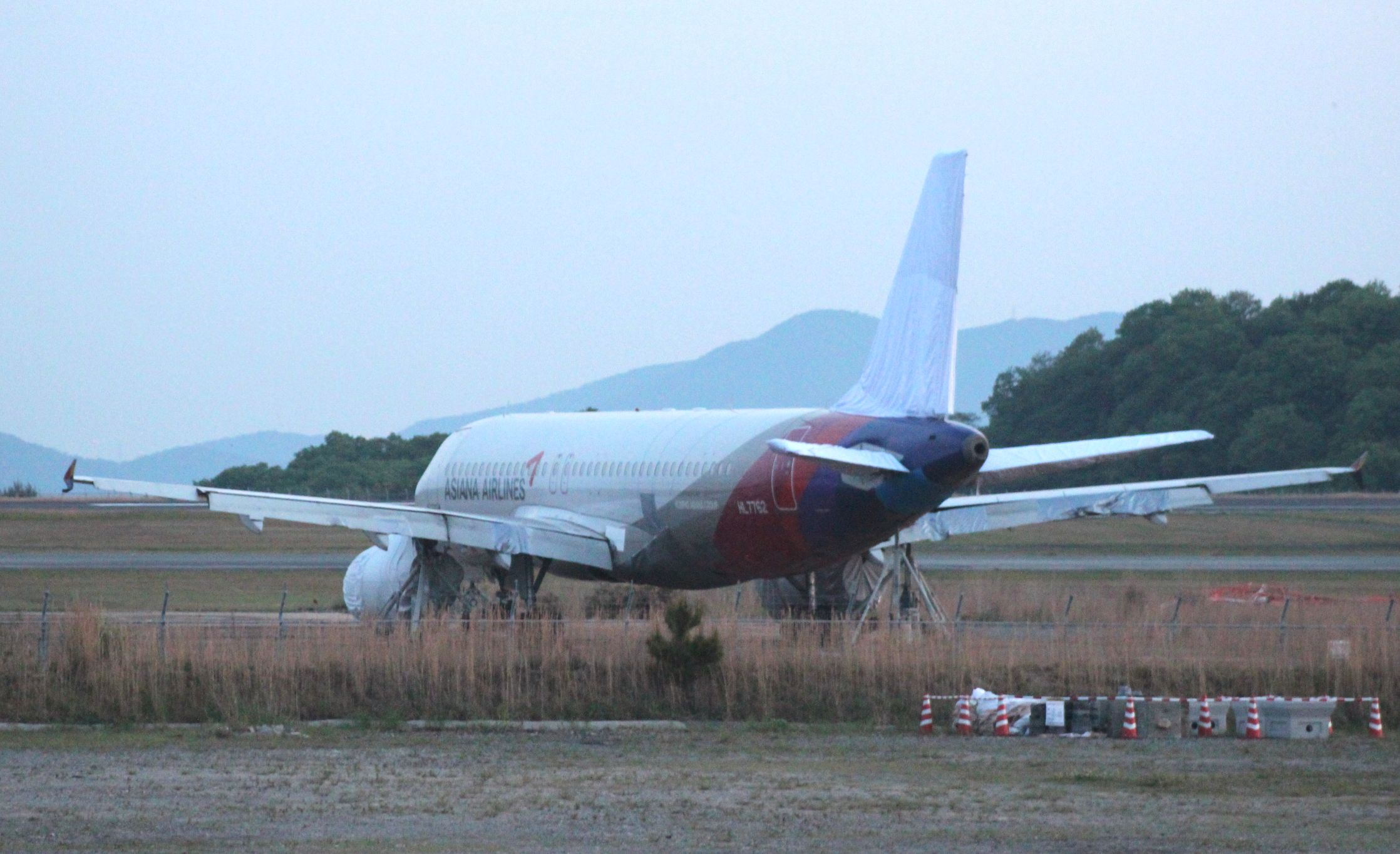
Пострадавший самолёт на хранении в аэропорту Хиросима

Расследование причин аварии рейса OZ-162 проводил Японский совет по безопасности на транспорте (JTSB) при участии полиции префектуры Хиросима и следователей из Республики Кореи.
Окончательный отчёт расследования был опубликован 18 ноября 2016 года.
Согласно отчёту, вероятными причинами аварии стали:
- неспособность командира сразу начать уход лайнера на второй круг при потере визуальных сигналов,
- неспособность второго пилота оспорить действия командира,
- отсутствие управления возможностями экипажа (CRM),
- недостаточное количество подготовки обоих пилотов.

Впоследствии JTSB выпустил две рекомендации для авиакомпании Asiana Airlines, которые призвали её руководство улучшить тренировки лётных экипажей.

### Комментарии
1. ↑  Компания «Airbus» на своих самолётах использует не штурвалы, а сайдстики/джойстики